# Shoreface

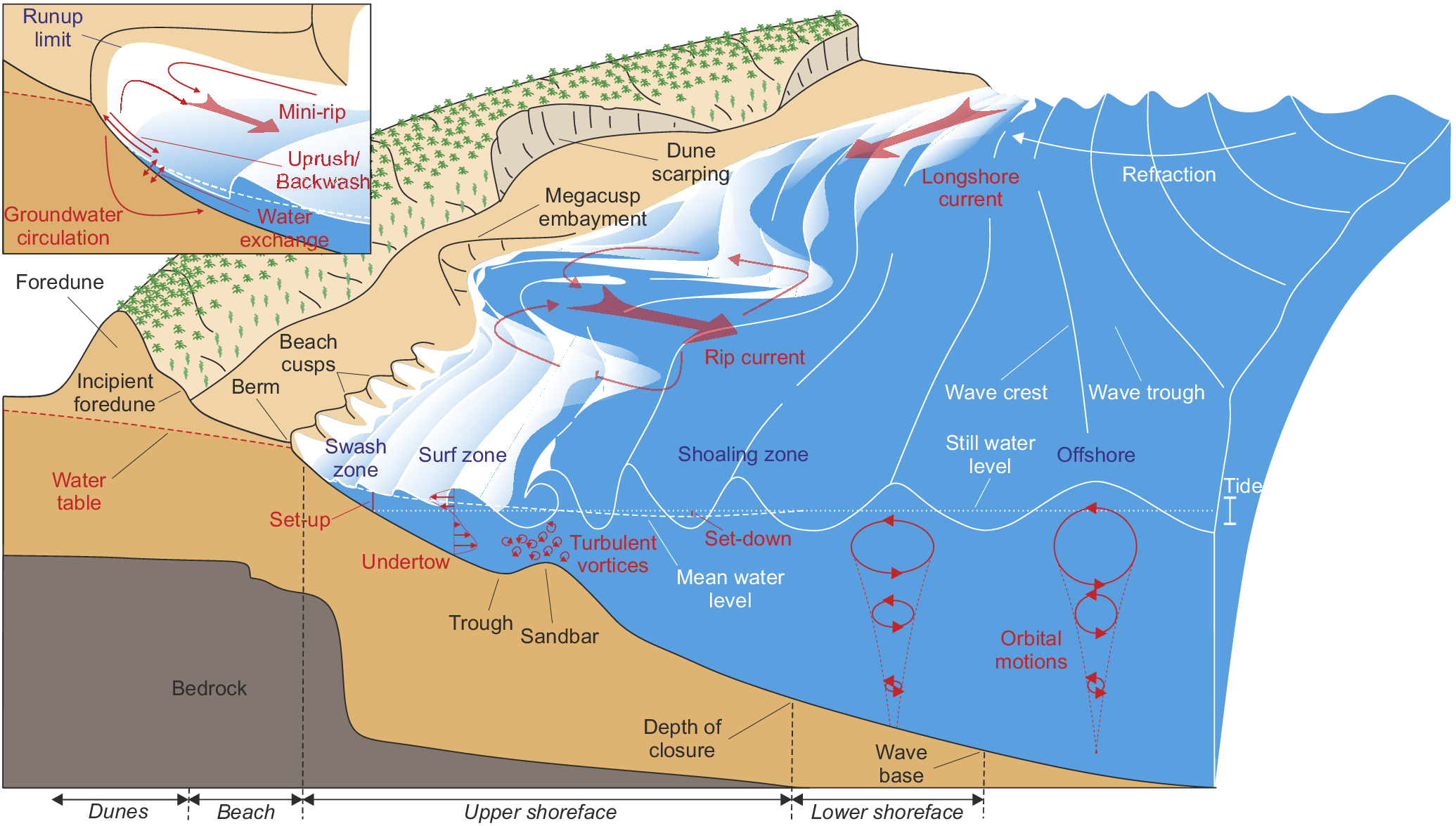
Représentation schématique du profil de l'avant-côte divisé en zone de levée (shoaling zone), (surf zone) et zone de swash (swash zone) affectée par le.

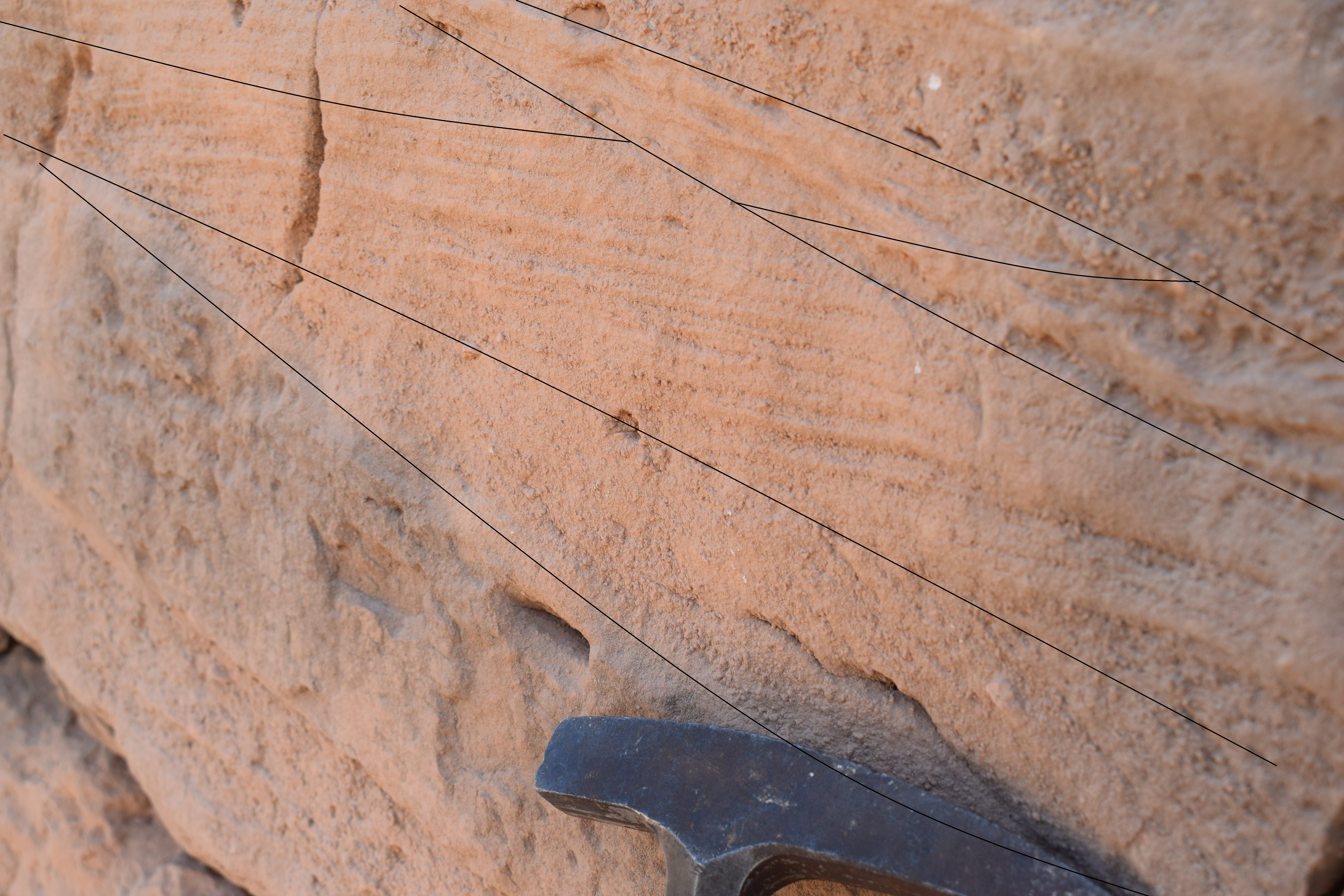
Stratifications croisées dans un grès Aptien de la Bouzergoum fm. (shoreface supérieur, bassin d'Agadir, Maroc).

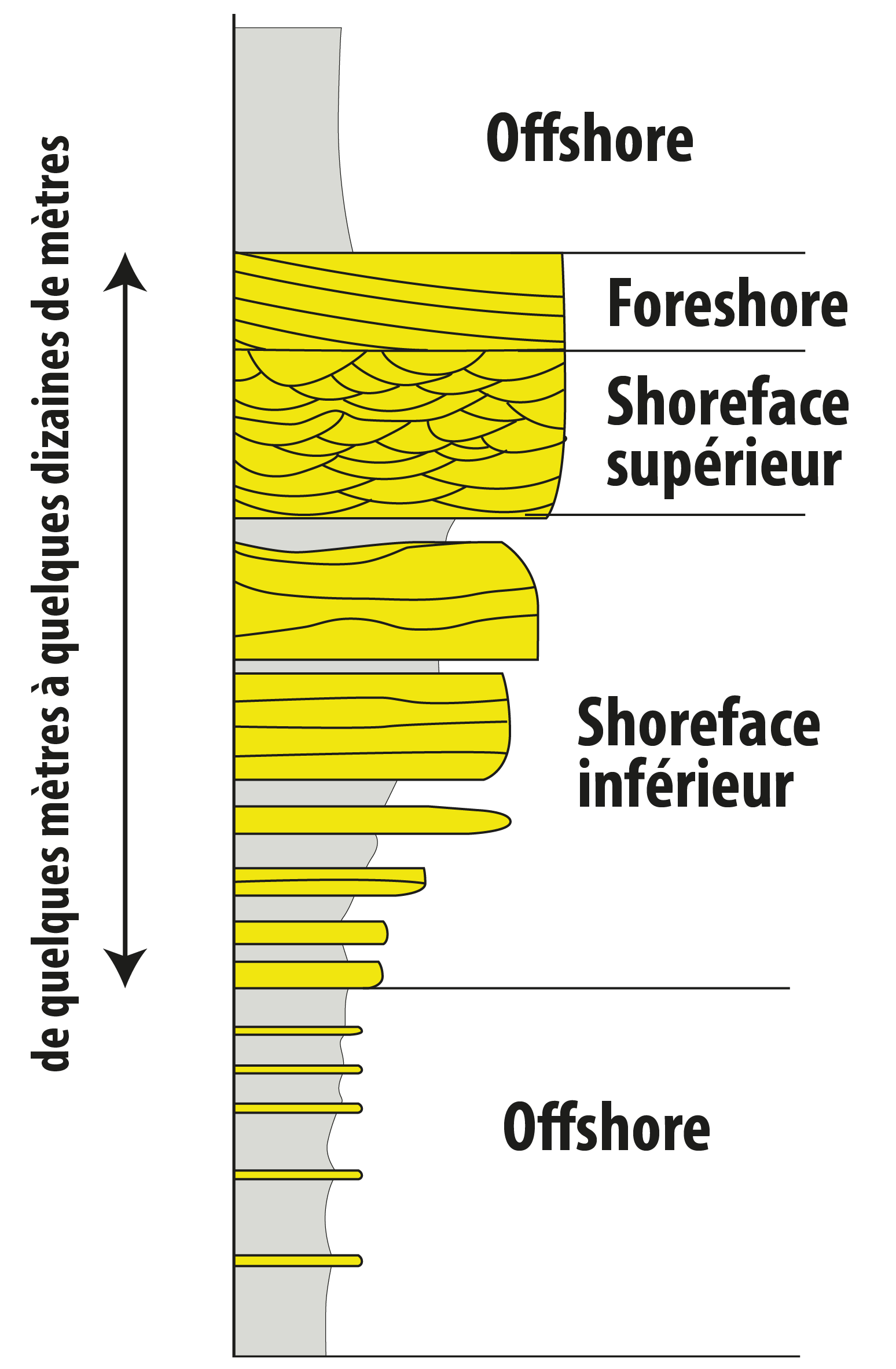
Log stratigraphique d'une régression marine suivie d'une transgression (marquée par le retour en domaine offshore).

Le shoreface, avant-côte ou avant-plage est le nom donné au plancher océanique entre la zone intertidale et le domaine offshore. Il est divisé entre le shoreface supérieur suffisamment peu profond pour être affecté par l'action quotidienne des vagues de beau temps et le shoreface inférieur ou glacis non affecté par ces dernières mais remobilisé par les vagues de tempêtes.

## Shoreface supérieur
Le shoreface supérieur est la partie du plancher océanique dont les processus sédimentaires sont dominés par l'action quotidienne des vagues de beau temps 

### Processus

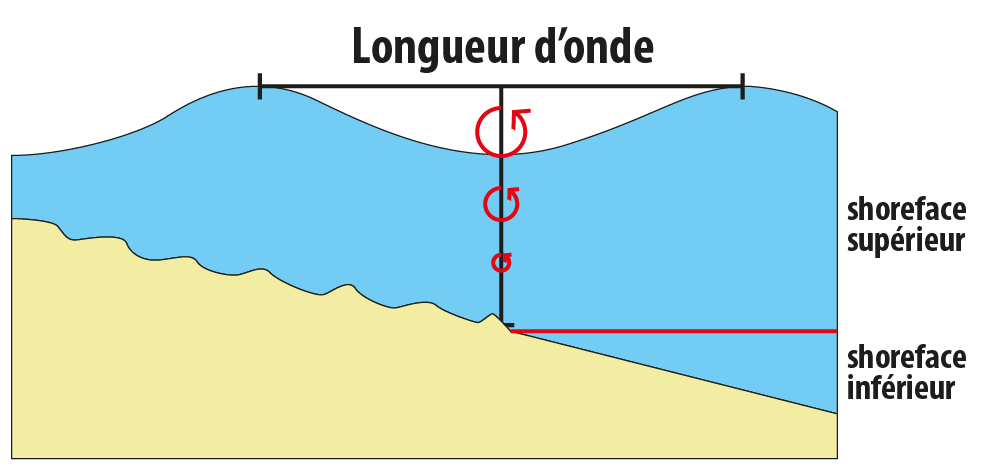
action des vagues de beau temps sur le plancher océanique

Le shoreface supérieur est caractérisé par une agitation continue du fond marin par l'action des vagues de beau temps. Lors du passage d'une vague, la colonne d'eau de mer est déplacée dans un mouvement circulaire vertical. Le rayon du cercle de mouvement d'une molécule d'eau donnée diminue avec la profondeur (figure ci-contre). La profondeur maximale d'influence d'une vague étant égale à la moitié de sa longueur d'onde, au-dessous de cette profondeur, l'eau reste stationnaire lors du passage de la vague. Cette profondeur marque la limite théorique entre le shoreface supérieur et inférieur. 

### Stratigraphie
Le shoreface supérieur étant soumis à une agitation importante par les vagues de beau temps, il est dominé par la sédimentation des particules les plus lourdes et est donc quasi exclusivement composé de roches siliciclastiques (silts, grès à conglomérats). Les minéraux argileux dont la taille et la géométrie favorisent le transport ne peuvent s'y déposer.

## Shoreface inférieur
Le shoreface inférieur est la partie du plancher océanique dont les processus sédimentaires sont dominés par l'action des vagues de tempêtes.

### Processus
Le shoreface inférieur est situé sous la zone d'action des vagues de beau temps. La faible énergie de l'environnement permet la déposition des particules les plus fines. Durant les épisodes de tempêtes, la longueur d'onde importante des vagues permet la remobilisation du sédiment déposé. Les mouvements de sédiments au niveau du shoreface inférieur ne sont importants qu'à l'échelle des temps géologique, à l'échelle humaine, ces environnements sont considérés comme quasi-statiques.

### Stratigraphie
L'alternance de périodes calmes et violentes, caractéristique du shoreface inférieur se traduit dans la stratigraphie par une alternance de roches fines (mudstones et argiles) et de roches siliciclastiques (grès et silts).